# Kirtsi
Kirtsi is een plaats in de Estlandse gemeente Peipsiääre, provincie Tartumaa. De plaats heeft de status van dorp (Estisch: küla).
De plaats lag tot in oktober 2017 in de gemeente Pala en in de provincie Jõgevamaa. In die maand ging de gemeente op in de gemeente Peipsiääre. Pala verhuisde daarbij van de provincie Jõgevamaa naar de provincie Tartumaa.

## Bevolking
De ontwikkeling van het aantal inwoners blijkt uit het volgende staatje:
| Jaar            | 2011 | 2017 | 2019 | 2021 |
| --------------- | ---- | ---- | ---- | ---- |
| Aantal inwoners | 14   | 14   | 14   | 17   |

## Ligging
Kirtsi ligt tegen de grens tussen de gemeente Peipsiääre en de gemeente Mustvee in de provincie Jõgevamaa. Kiisli is het buurdorp in de gemeente Mustvee.
De rivier Haavakivi stroomt door Kirtsi.

## Geschiedenis
Kirtsi werd voor het eerst genoemd in 1585 onder de Poolse naam Kircy, een dorp op het landgoed van Saarenhof (de plaats waar het bestuurscentrum van het landgoed lag is het huidige Saarjärve). In 1627 heette het dorp Kirtzi Kuella, in 1638 Kiertz en in 1839 Kirtzi.
In 1977 moest Kirtsi een deel van zijn grondgebied afstaan aan het buurdorp Kiisli.